# Pablo Herman Herrera
Pablo Ignacio Herman Herrera (Las Condes, 24 de junio de 1982) es un arquitecto y político chileno. Desde octubre de 2020 hasta julio de 2021, ejerció como intendente de la Región de Coquimbo. Luego de un cambio legal en esa responsabilidad, entre julio y septiembre de ese mismo año, se desempeñó como delegado presidencial de la misma región; ambos cargos bajo el segundo gobierno de Sebastián Piñera.

## Familia y estudios
Es hijo de Fernando Herman Blanch y
Marta Violeta Herrera Soler. Realizó sus estudios superiores en la carrera de arquitectura en la Universidad Finis Terrae.

## Trayectoria política
Cuenta con experiencia en el ámbito público y privado, ejerciendo como director regional de Arquitectura del Ministerio de Obras Públicas (MOP) en la Región de Coquimbo, y como arquitecto en el área de Planificación y Desarrollo en el Gobierno Regional (GORE).
Entre marzo de 2018 y octubre de 2020 se desempeñó como secretario regional ministerial (Seremi) de Obras Públicas en la Región de Coquimbo. El 7 de octubre de 2020 fue designado por el presidente Sebastián Piñera como intendente de la Región de Coquimbo, luego de la renuncia de Lucía Pinto. El 26 de septiembre de 2021, el presidente Piñera le solicitó su renuncia luego de que este cuestionara la designación de Mario Aros como Seremi de Medio Ambiente en la región.

## Controversias
El 23 de julio de 2024 se denunció en Teletrece que Herman, junto al concejal y precandidato a la comuna de Coquimbo Felipe Velásquez, ofrecían a los ciudadanos las sumas de 1.000 pesos a cambio de que estos firmaran un patrocinio ante el Servel y así apoyar sus candidaturas independientes.